# Беч Любомир-Зенон
Беч Любомир-Зенон, (16 червня 1914, с. Уличне Дрогобицького р-ну Львівської обл. — †21 квітня 1944, м. Челябінськ, Росія) — член Пластового куреня ім. полк. Івана Богуна (Перемишль), співпрацював із підпільним Пластом та журналом «Вогні». Закінчив Перемиську гімназію у 1932 році та медичний факультет Львівського університету у 1939. Мобілізований до Червоної армії як лікар 23 червня 1941 року, заарештований 2 січня 1942 року в Сталінграді за співпрацю з ОУН, засуджений 11 вересня 1943 до 8 років ув'язнення. Загинув у таборах.